# Pont de ferro sobre el Xúquer entre Albalat de la Ribera i Polinyà de Xúquer
El pont d'Albalat sobre el Xúquer és un pont situat en la part sud de la població d'Albalat de la Ribera, en el límit entre aquest municipi i el de Polinyà de Xúquer. És un Bé de Rellevància Local amb identificador nombre 46.21.008-010.

## Història

Escut d'Albalat

El pont es va construir a principis del segle XX. Amb la seua posada en servei va deixar d'usar-se la barca que servia de pontó, no obstant això aquesta havia adquirit un valor sentimental pel qual segueix figurant en l'escut del municipi.
En 1911, les gents del municipi demanaven la construcció d'un pont sobre el Xúquer, obra que es va escometre per la intervenció del diputat en les Corts pel districte de Sueca -que incloïa Albalat- Francisco Peris Mencheta. Les obres es van iniciar en 1912, sent el contractista Agustín Marco Pérez, i estant dirigides per l'enginyer Enrique Tamarit. En 1914 es va modificar l'obra, ampliant-se les andanes volades per a vianants. La inauguració va tenir lloc el 14 de gener de 1917, encara que la recepció definitiva de l'obra seria el 17 de juny de 1918.
El cost de l'obra va ascendir a 197.546'49 pessetes, i va ser finançada pels ajuntaments d'Albalat i Polinyà, l'Estat i la Diputació Provincial de València.
El pont incorporava l'arquitectura en ferro segons el disseny de l'enginyer Arturo Monfort Hervás. Consta de dos arcs de 40’50 metres de llum.
Les obres de restauració es van iniciar a l'abril de 1995.